# ゆふいんラヂオ局
株式会社ゆふいんラヂオ局（ゆふいんラヂオきょく）は、大分県由布市の全域を放送区域として超短波放送（FM放送）を行う特定地上基幹放送事業者である。
保有する特定地上基幹放送局の呼出名称は社名と同じゆふいんラヂオ局で、これを愛称としてコミュニティ放送を行っている。

## 概要
中津市のFMなかつ（なかつエフエム、NOAS FM）、佐伯市のさいき市民放送（エフエムさいき）に次ぐ、大分県で3番目のコミュニティ放送局として2012年（平成24年）に開局。2月の開局を予定していたが、諸般の事情により遅れ、6月11日午前10時に開局した。キャッチフレーズは「音は風にのって…」、「ラジオに恋するラジオ局」、「Passion for Radio」。
大分合同新聞、地元金融機関、旅館オーナー等が3千万円を出資し、株主は大分合同新聞、豊和銀行、無量塔、リ・クリエイト、大分県信用組合、大分みらい信用金庫、大谷商会など。FMなかつが当局の開局当初から議決権を33%有している。議決権が10分の1を超えているため、マスメディア集中排除原則に基づき議決権保有状況の公開対象になっているが、3分の1を超えておらず、放送対象地域も重複しないため支配関係には該当しない。
本社と演奏所は、由布市湯布院町川上にある美術館「由布院空想の森 アルテジオ」内にある。
送信所は、以下の通り。
| 送信所 | 空中線電力 | 所在地                                              |
| --- | ---------- | --------------------------------------------------- |
| 親局（飛岳送信所） | 20W        | 由布市湯布院町川上字内野東436 （柳瀬牧場付近）      |
| 五ヶ瀬中継局 | 10W        | 由布市庄内町五ヶ瀬1810-3                            |
| 阿蘇野中継局 | 10W        | 由布市庄内町阿蘇野字日ヶ暮777-1（阿蘇野小学校付近） |
| 挾間中継局 | 3W         | 由布市挾間町赤野960-6（菊家本社工場裏山）           |
| *親局のコールサインは、JOZZ0BU-FM - 周波数は、すべて87.4MHz - STLはNTTの放送専用回線を使用 - 局名、所在地は会社概要による。 |            |                                                     |

開局当初は飛岳送信所のみで放送区域は旧湯布院町を中心とした由布市の33.7%、4,335世帯であった。
中継局を旧庄内町に2局、旧挾間町に1局設置後は、由布市の12,874世帯が放送区域内に入った。
インターネット配信は JCBAインターネットサイマルラジオ、TuneIn Radioによる。
番組はフィラー枠を含め24時間全て自社制作する。また、一部番組はFMなかつとの2局ネットで提供されている。ワイド番組が平日に1番組設けてある。 
特筆事項としてDJを「サウンドコンシェルジュ（Sound Concierge）」と称する。また、地元リスナーからの要望によりレコード再生機を導入し、レコード音楽を放送する取組みを行っている。 
時報の音として「温泉の音」（湯桶の音ののち、正時で水滴の音を表現）が午前7時から深夜0時まで使われている
大分県で初めて自治体との緊急放送に関する協定を結んでおり、由布市からの緊急情報などを割込放送することができる。
平成28年熊本地震では、放送設備も被災した中、コミュニティ放送局として由布地域に密着した、被災者に役立つ災害情報の提供・放送の確保に尽力し、地域住民の安心・安全に多大な貢献をしたとして、 平成29年度「電波の日・情報通信月間」 九州総合通信局長表彰　電波の日表彰を受けた。 
2025年（令和7年）4月からは、放送事業に加え、音声コンテンツ制作、音楽イベント企画運営を新規事業として開始。「Sound Art Company（音の総合芸術プロダクション）」を謳っている。

## 緊急告知放送
由布市との間で災害時における緊急放送に関する協定を結んでおり、由布市は通常放送に割り込んで『緊急割込放送』を行うことができる。この『緊急割込放送』は、大分県内では初である。協定締結後に旧庄内町に2局（五ヶ瀬中継局・阿蘇野中継局）、旧挾間町に1局（挾間中継局）を整備し市内全域で放送が聴取できる。割込放送を行う機材は、ゆふいんラヂオ局演奏所、本庁舎（旧庄内庁舎）、湯布院庁舎、由布市消防本部にある。主に防災安全課、災害対策本部（前段階である、災害警戒準備室、災害警戒本部、現地対策本部を含む。）、水道課、振興局地域振興課からの情報を、防災安全課を通して、自動合成音声放送ないし肉声放送を行う。また、ゆふいんラヂオ局が非常放送体制をとっている場合、自動合成音声ではなく、スタジオに駐在するサウンドコンシェルジュが読み上げる場合もある。また、Jアラートに接続しており、Jアラートが起動した際にも割り込み放送を実施する。放送回数として、平成26年は21回、平成27年は24回、熊本地震のあった平成29年は93回の緊急放送が実施された。
主な緊急放送レベルは以下の通り。
- 緊急放送（Aランク）：特別緊急事態（番組途中で強制自動割込）、例：Jアラート、緊急災害避難情報など
- 緊急放送（Bランク）：緊急事態（CM中を除く）、例：避難指示・避難勧告、緊急避難情報など。
- 緊急放送（Cランク）：至急事態（CM中を除く）、例：災害啓発、指示情報、火災情報など。

活用例として避難関連・Jアラート関連の放送以外に、以下の例がある
- 簡易水道の濁り水・給水圧低下などの水道の異常、および給水車の案内
- 大雨・台風・大雪など災害が近い場合の警戒・準備の案内
- 交通死亡事故非常事態宣言・子どもへの声掛け事案・新型コロナウイルス感染症などへの啓発
- 平成28年熊本地震では、4月16日の本震以降、5月3日にかけて、避難準備情報の発令のほか、罹災証明書の案内などの情報提供を含め30回以上放送を行った、と2016年年末特別番組や防災特別番組で紹介された。
- 4月16日は、2016年に由布市を襲った熊本地震の本震の日であり、2017年以降、毎年防災ラジオの起動点検を兼ねて割込放送を利用した「緊急地震速報を見聞きした際の行動訓練」を実施している。（通常の緊急地震速報訓練はJアラートから放送しているが、この訓練ではNHKの緊急地震速報音源を使用している。）

協定締結に伴い、由布市は、DTMF方式（電話のダイヤル音様の起動・終了音声信号を送り、受信機を制御する。）で強制起動し、ラジオの電源が切られていたり、他の放送局を受信していたりする場合でも、ゆふいんラヂオ局を強制受信するホーチキ製の周波数プリセット式防災ラジオ（緊急告知FMラジオ）を市民および事業所に無償貸与している。
ゆふいんラヂオ局以外のFM大分（十文字原局・玖珠局）、NHK-FM大分（十文字原局・玖珠局）、NHK第1（大分局）、NHK第2（大分局）、OBS（杵築局・湯布院局のAM放送のみ）も受信できる。
またDTMF制御により市内全域だけでなく、湯布院・庄内・挾間の中から特定地域のみへの放送も可能。（緊急告知FMラジオ内「グルーピング機能」参照）これに対応して、防災ラジオには『由布市 防災ラジオ （挾間/庄内/湯布院 のいずれか）地域』と書かれている。
避難関係等、緊急放送時には放送冒頭にサイレンが、J-アラートの場合はJアラートの４点チャイムが鳴り、ラジオの『緊急』ランプが赤く点滅し、最大音量で放送される。その他の放送・避難関係の解除時は、冒頭と終了時に4点チャイム（音程はJアラートと異なる）が鳴り、『一般』が黄色く点滅する。一般放送では音量の調節が各器材で可能である。割込放送受信時は白いライトが点滅する。）
月1回、防災ラジオの起動点検・受信確認のため、由布市役所・防災安全課から通常放送に割り込む形で1分間、試験放送を行っている。時間は不定期であり、実施日時は由布市役所 防災安全課からYufu City Information内で実施2週間前から告知される。また、Jアラートによる伝達試験・緊急地震速報訓練も放送している。
2024年（令和６年）の機器変更以降、従来は別々に放送していた防災ラジオの緊急告知放送と旧湯布院町域の防災行政無線が同一の音源で放送となった。電話や由布市公式アプリを利用した聞き逃し再生が可能となっている。

## 沿革
- 2011年（平成23年）12月15日 - 株式会社ゆふいんラヂオ局設立[4]、同日に特定地上基幹放送局の予備免許取得[22]
- 2012年（平成24年）
  - 4月19日 - 試験電波発射を発表[23]
  - 5月14日 - 特定地上基幹放送局の免許取得[24]
  - 6月8日 - サービス放送をSimulRadioでインターネット配信開始（テスト配信扱い）[25]
  - 6月11日 - 午前10時からの開局記念特番『音は風にのって』放送を以って開局[26]、同時にSimulRadioでの本配信を開始
  - 8月30日 - 由布市と緊急放送に関する協定を締結[13]
  - 9月13日 - 日本コミュニティ放送協会に加盟[27]
- 2013年（平成25年）1月 - 全国でも珍しいレコード曲専門番組"The Records"放送開始
- 2014年（平成26年）
  - 6月26日 - 五ヶ瀬中継局・阿蘇野中継局の免許を取得[24]
  - 7月 - 由布市防災ラジオ運用開始[19]
  - 8月25日 - 配信サイトをJCBAインターネットサイマルラジオに変更[28]
  - 9月1日 - 「温泉の音」の時報が使用開始[12]
- 2015年（平成27年）5月13日 - 挾間中継局の免許を取得[24]
- 2016年（平成28年）
  - 4月16日 - 熊本地震の本震（湯布院町で震度6弱）により非常放送体制に移行[29][30][31][32]。放送局自体は大きな被害を受けなかったが、書類・レコード等が散乱した[32]。
  - 4月17日 - 夜に非常放送体制を解く[33]。翌日以降は生放送で対応。
  - 4月16日 - 5月3日 - 緊急割込放送を活用し、Jアラートによる緊急地震速報や、由布市災害対策本部からの『緊急告知放送』を実施。熊本地震に関連する緊急告知放送は、5月3日までに30回以上実施された。
  - 4月27日 - LOVE FMの協力により、防災インフォメーションの外国版を放送開始[34]
  - 5月10日 - 8月5日 - 内閣府からの被災者支援番組を放送[35]
- 2017年（平成29年）
  - 4月16日 - 防災ラジオの起動点検を兼ねて、割込放送を利用した「緊急地震速報を見聞きした際の行動訓練」を初実施
  - 5月29日 - 平成29年度「電波の日・情報通信月間」 九州総合通信局長表彰　電波の日表彰を受賞[15][16][17]
  - 7月5日 - 6日 九州北部豪雨による非常放送体制
    - 大雨に伴い5日夜から6日にかけ、通常放送に割り込む形で非常放送体制をとる。
    - 5日夜に五ヶ瀬中継局のNTT回線が大雨・雷で被災し、送信停止。庄内町の一部で聴取不能となった[9]。6日夕方に復旧[36]。
    - 大雨の特別警報発表に伴い、Jアラートの自動起動に伴う割込放送および、由布市全域に避難準備・高齢者等避難開始および、その解除を告知する割込放送を実施

  - 8月 - 月間パワープレイ放送開始
  - 8月21日 - 9月10日 午前7時の時報のみ、庄内町の庄内子供神楽愛好会の時報に変更
  - 9月11日 - 午後10時の時報のみ、湯布院源流太鼓の時報に変更
- 2018年（平成30年）
  - 3月30日 - 市内に周波数表示の看板を設置[37]
  - 11月1日 - 新CI移行・放送局リニューアル。キャッチコピー、ロゴマーク、サウンドロゴをリニューアルしたほか、新番組を開始[38]。
- 2019年（平成31年/令和元年）
  - 4月1日 - 大規模な番組改編を実施。ワイド番組改編をメインに再放送を原則1回から2回に変更。
  - 9月22日 - 24日 22日深夜、台風第17号による強風で演奏所 - 飛岳送信所間のNTT回線が断線し、湯布院町内4,355世帯で聴取不能となった[39]。24日昼に復旧[39]。
- 2020年（令和2年）
  - 3月29日 - この日をもって、FMなかつ（NOAS FM）へのネット番組配信を終了。
  - 5月11日 - 新型コロナウイルス感染症に伴う小改編実施。Yufu City informationの20時台配信を開始。
  - 7月8日 - 14日 令和2年7月豪雨に伴う、災害発生情報の特別事態緊急放送を未明に実施[40]。同日、停電が原因と思われる、阿蘇野中継局の停波が発生[41]。14日午後復旧。

## 番組
4、7、10、1月の年4回改編を行う。生放送は平日の昼間5時間30分のみ。

### 現在放送中の番組
以下の番組は2024年10月1日改編のものである。

#### ワイド情報番組
- Natural Hours（生放送）

#### その他の番組
- どーくりくんと安部隆の『どーくらんど』
- 劇団立見席の今夜もあっちあられん
- Sound of The Season
- The Nan Da Low Show
- TOM Gのミュージックライブラリー
- The Beatles Time
- 盆地ボーイズの月曜から千鳥足!（月1回放送）
- ゆふいんクラシックアラカルト（月1回放送）
- 松林紗代のマチネクラシック（月1回放送）

#### 音楽放送・音楽フィラー放送
非常放送時はYufuin Music Clocksを中心にフィラー放送を行う。フィラー放送の時間帯に特別番組や放送設備点検、防災ラジオ起動点検等を実施することがある。
- Yufuin Radio Music Clocks ～the sound of music brought by the wind～
  - 2024年10月時点での主要なフィラー放送。夜間フィラー放送を兼ねる。月曜 - 木曜は21時 - 8時、金曜・土曜は21時半 - 22時（日曜は無し）
- Yufuin Music Clocks～音は風にのって～
  - 夜間フィラー放送を兼ねる。2024年10月時点では金曜深夜 - 月曜早朝の24時 - 8時に放送。
- Music Time Travel～音楽で時空間を小旅行～
  - 火・土・日の午後のみのフィラー放送。
- 朝霧の音楽会
  - 毎日8時 - 9時代のオーケストラ専門放送。CM提供あり。
- 夕べの五線譜～Evening Musical Scores～
  - 16時 - 18時の邦楽専門放送。
- 盆地の夜の音楽会
  - 日 - 木の20時 - 21時。
- The Records
  - 金曜20時のレコード音源専門放送。CM提供あり。
- Japan's City Pop Library
  - 土曜午前のJ-POP専門放送。
- Sound Breeze（平日12時台のフィラー放送。現在は"Natural Hours"に組み込まれ、サウンドコンシェルジュの休憩時間を兼ねた"Music Break"として放送）
- Feel for Jazz（日 - 土）
- SDGs Music Selection（月 - 木）
- Monthly Fortune Cut（月間パワープレイ、随時）

#### ショートインフォメーション
- ゆふいんラヂオ局 防災計画（随時放送）
※CM内に挟まれる形で放送。非常放送体制時、台風接近時は集中的に放送される。 
※英語版・中国語版・韓国語版はLOVE FM製作
- Yufu City Information（日中1時間に1回、夜に1回を目安に放送）
※ワイド番組内では1コーナーとして、サウンドコンシェルジュの読み上げで、それ以外は事前収録音源で放送される。

### 過去の番組
- OTONA YUFUIN（ワイド情報番組）（開局当初からの番組）
- Morning Garden（ワイド情報番組）
- This is the radio show（ワイド情報番組）
- Time Passage（開局当初からの番組）
- Time After Time（開局当初からの番組）
- ゆふいんシネマサロン（開局当初からの番組）
- 福山ユージのStep By Step（開局当初からの番組）
- Common Ground Radio（開局当初からの番組）
- ラジオ喫茶Y
- Sunday Jam（ワイド情報番組）
- 週末ゆふいん コンチネンタルラヂオ
- 夏木スタイルOne of Love
- Yufuin Music Clocks<大分政経懇話会>（不定期放送）
- Around the Blues（FMなかつ（NOAS FM）制作。ゆふいんラヂオ局でのネット放送終了後もNOAS FMでは引き続き放送。）
- Smile Scrap（LOVE FM製作。ゆふいんラヂオ局を含む4局とのネット。2018年3月をもってネット放送を打ち切り。）
- COOL CHOICE Music Hour
- 阿部奈穂のオトナ女子の品格
- 村松健Super Healing Radio
- 石田由佳のI♡YufuIn
- ゴーグルズのマジカルミステリーラヂオ
- ゆふいんクラシックアラカルト（月1回放送）
- 森進一郎の「青春のスクラップブック」
- 弓山佳子の喫茶チェリーコーク
- 由布市民参加番組「やっぱり由布市が“いいね”!」（2か月に1回放送）
- 映画のチカラ
- ONE MORE TIME
- bonappetit（毎日18時代のフィラー放送。CM提供あり）
- Moonlight Classics（毎日20時のオーケストラ専門放送。CM提供あり）
- Monthly Old Days Song（月間パワープレイ、随時）

## 交通
由布院空想の森 アルテジオまでの交通
- 自動車
  - JR九州由布院駅より約10分
  - 大分自動車道湯布院ICより約15分